# Chaetomium convolutum
Chaetomium convolutum är en svampart som beskrevs av Chivers 1912. Chaetomium convolutum ingår i släktet Chaetomium och familjen Chaetomiaceae.  Arten är reproducerande i Sverige. Inga underarter finns listade i Catalogue of Life.